# Exposición Internacional de Múnich (1965)
La Exposición Especializada de Múnich de 1965 fue una Exposición Especializada que tuvo lugar en Múnich, Alemania, del 25 de junio al 3 de octubre de 1965. Esta exposición fue regulada por la Oficina Internacional de Exposiciones. Su tema fueron Los transportes.

## Datos
- Superficie: 500 metros cuadrados.
- Países Participantes: 31.
- Visitantes: 2'5 millones.